# Sereth
Der Sereth (rumänisch Siret; ukrainisch Серет; russisch Сирет; ungarisch Szeret), in der Antike lateinisch Hierasus genannt, ist ein linker Nebenfluss der unteren Donau. Er entspringt bei Dolischnij Schepit in den östlichen Vorketten der Karpaten.
Der Name der rumänischen Stadt Siret leitet sich vom Namen des Flusses ab.

## Verlauf
In der Nordbukowina (Ukraine) fließt er im Bogen nach Osten. Unterhalb des Ortes Siret betritt er die rumänische Region Moldau, die er als Hauptfluss, ziemlich parallel zum Pruth, südwärts in einem breiten Tal zwischen niederen Höhen durchströmt, bis er bei Adjud die Ebene erreicht. Nach Osten gewendet, bildet er hier die Grenze zur Walachei. Nach weiteren 416 km mündet er bei Galați in die Donau. Der Fluss hat eine Länge von 706 km, davon in Rumänien 596 km, ist bis zu 180 m breit und 7–8 m tief. Das Einzugsgebiet beläuft sich auf 42.830 km², die Wasserführung kurz vor der Mündung in die Donau auf 230 m³/s.
Flößbar wird der Sereth schon unterhalb von Schipoth, unweit seiner Quelle. Für kleinere Fahrzeuge schiffbar ist er ab Cosmești.

## Brutvögel am Sereth
2008 wurden bei einer Fahrt mit einem Kanadier auf einem Teilstück des Sereth von 175 km, beginnend östlich von Suceava beim Dorf Huțani bis zum Dorf Brad in der Gemeinde Negri etwa 20 km vor Bacău, die Vögel dokumentiert. Da die Dokumentation im Juli erfolgte, waren einige Vogelarten schon ausgeflogen. Auf Grund der gezählten flüggen Jungvögel und der beobachteten Altvögel wurden die Brutbestände der am Fluss brütenden Vogelarten gezählt bzw. geschätzt. Bei der Fahrt wurden mindestens 30 Brutpaare (Bp) Flussregenpfeifer, Flussuferläufer als häufiger Brutvogel, Mittelmeermöwe als möglicher Brutvogel auf Schotterinseln im Siret, ca. 50 Bp Flussseeschwalben, um 50 Bp des Eisvogels in Lößwänden am Fluss, viele Einzelpaare und kleine Brutgemeinschaften der Bienenfresser in Lößwänden am Fluss, einige Bp Wiedehopfe in Lößwänden am Fluss, 86 Kolonien mit 1810 Bp Uferschwalben in Lößwänden am Fluss, einzelne Bp Steinschmätzer am Fluss und zahlreiche Bp Feldsperlinge in Brutröhren von Uferschwalbe und Bienenfresser dokumentiert.

## Serethlinie
Zum Schutz vor Angriffen durch die Moldau oder vom Schwarzen Meer wurde nach den Plänen von Maximilian Schumann ab 1889 die Befestigung der Serethlinie gebaut. Die drei Stützpunkte Fokschan, Namoloassa und Galatz basierten auf reiner Artillerieverteidigung mit etwa 570 Geschützen.